# José Vilches
José Vilches Gómez (Málaga, c. 1810-Saigón, 1890) fue un escultor y diplomático español.

## Biografía

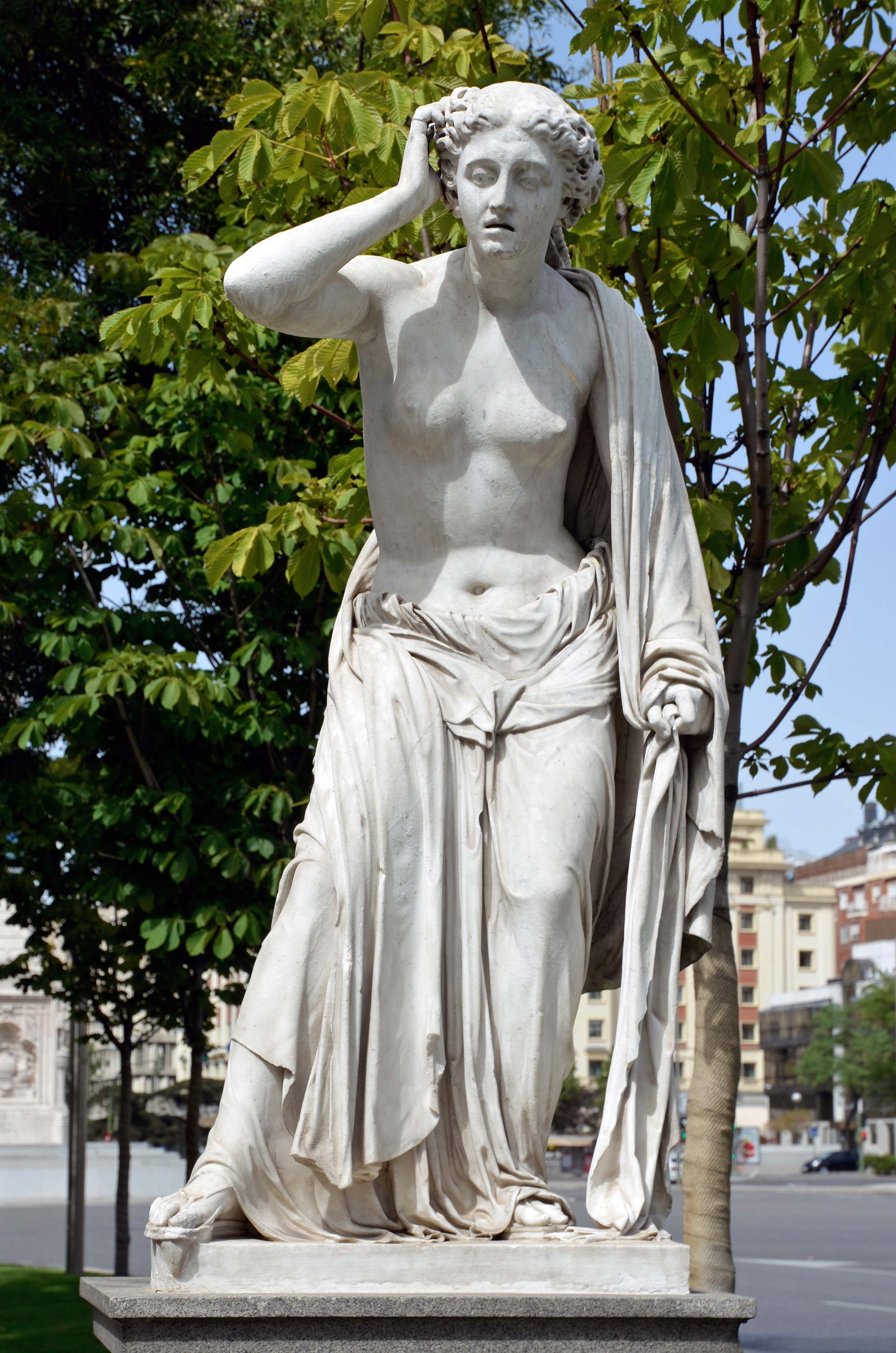
Estatua de Andrómaca ubicada hoy día en el paseo de Recoletos

Nació a comienzos del siglo XIX. Natural de Málaga, muy joven aún se dio a conocer en Andalucía por sus grupos de costumbres, algunos de los cuales se conservaban en el Real Palacio de Madrid. Fueron obra suya trece medallones colosales representando a Jesucristo y los doce Apóstoles. Después de estudiar en Roma durante algunos años regresó a España, trabajando en varios puntos de Andalucía y en Madrid diferentes obras, como los relieves que ofreció a la reina María Cristina; Una Magdalena, y los bustos en mármol de Juan Enríquez, Antonio María Esquivel y otros.
Nuevamente regresó a Roma algún tiempo después y fijó su residencia en dicha ciudad, y la Academia de Nobles Artes de San Fernando, que le había nombrado académico supernumerario en 16 de agosto de 1840, le nombró director de los pensionados en Roma.

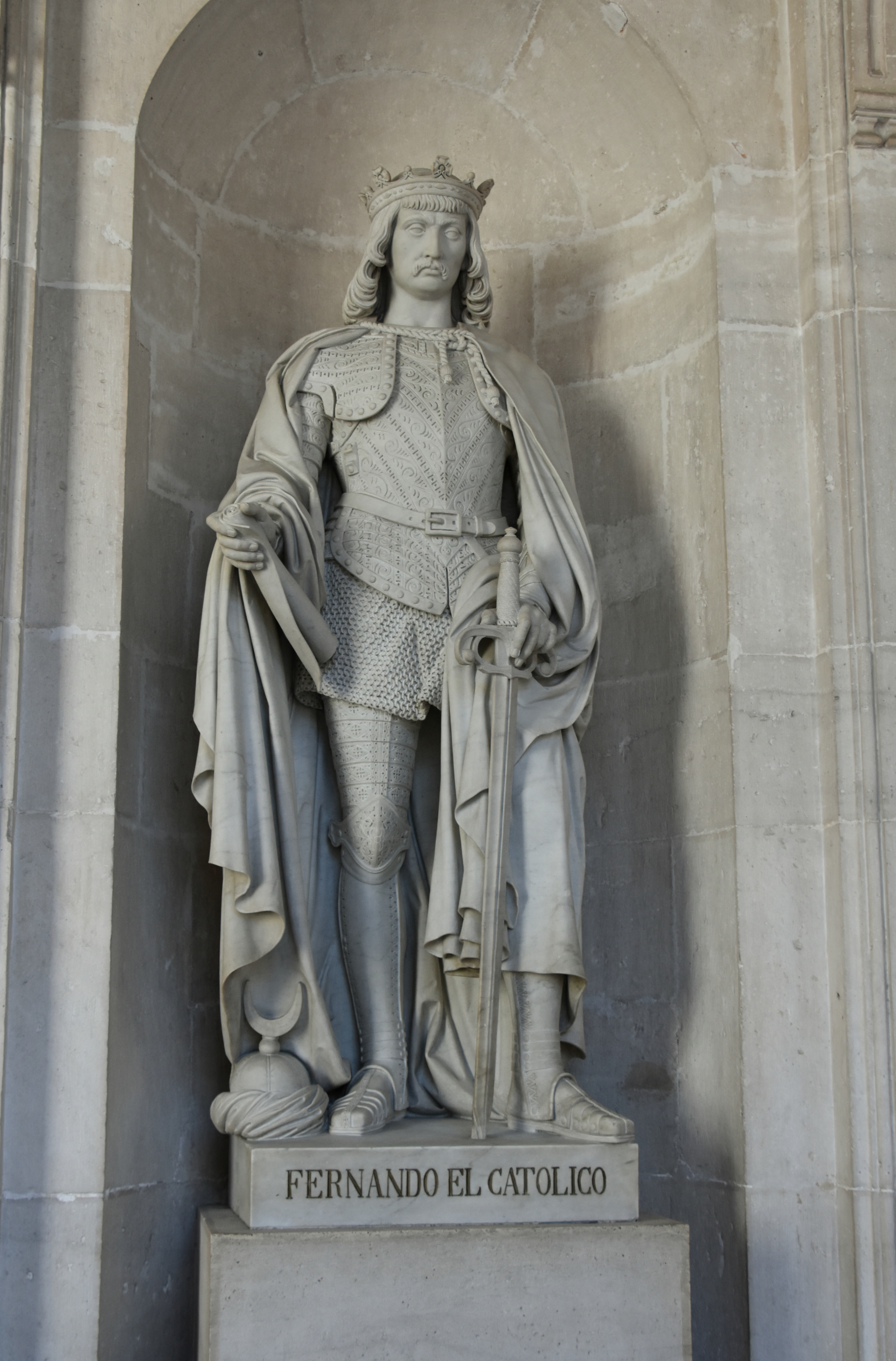
Estatua de Fernando II de Aragón en el Palacio Real de Madrid

Sus obras principales fueron la estatuas colosales de Homero y Andrómaca; por las que fue premiado en la Exposición de 1856 con una medalla de segunda clase y pertenecientes a la colección del Museo nacional; la del cardenal Cisneros, que figuraba en el mismo museo; las estatuas, también colosales, de los Reyes Católicos; las de Isabel II y Francisco de Asís de Borbón; un bajorrelieve en mármol representando a Alejandro domando a Bucéfalo; un busto de la reina Isabel II regalado al papa Pío IX en 1863 cuando visitó el estudio de este artista; un busto colosal de Julián Romea, en barro, y una estatua de El amor casto. Falleció en Saigón en 1890.